# Allogny
Allogny är en kommun i departementet Cher i regionen Centre-Val de Loire i de centrala delarna av Frankrike. Kommunen ligger  i kantonen Saint-Martin-d'Auxigny som tillhör arrondissementet Bourges. År 2022 hade Allogny 1 130 invånare.

## Befolkningsutveckling
Antalet invånare i kommunen Allogny
Referens:INSEE